# 広島市立矢野中学校
広島市立矢野中学校（ひろしましりつやのちゅうがっこう）は、広島県広島市安芸区矢野東二丁目にある公立中学校。

## 沿革
- 1947年（昭和22年）4月1日 - 鼓浦中学校（現在の海田中学校）創立
- 1947年（昭和22年）5月14日 - 鼓浦中学校から分離、矢野小学校内に矢野町立矢野中学校を設置
- 1947年（昭和22年）6月2日 - 開校式を挙行
- 1948年（昭和23年）2月3日 - 校章制定
- 1948年（昭和23年）7月31日 - 校舎完成
- 1951年（昭和26年）9月2日 - グラウンド完成
- 1951年（昭和26年）12月1日 - 校舎増築
- 1960年（昭和35年）1月8日 - 工作教室・技術教室完成
- 1960年（昭和35年）12月26日 - 産業教育振興法に基づき、中学校産業教育研究指定校に指定
- 1961年（昭和36年）6月8日 - 安芸郡学校給食研究指定校・広島県音楽教育研究指定校に指定
- 1968年（昭和43年）5月27日 - 広島県中学校給食研究指定校に指定
- 1972年（昭和47年）7月30日 - 現在地に移転
- 1975年（昭和50年）3月20日 - 矢野町の広島市への合併に伴い、広島市立矢野中学校に改称
- 1975年（昭和50年）8月30日 - プール完成
- 1976年（昭和51年）4月18日 - 体育館完成
- 1978年（昭和53年）4月1日 - 広島市生徒指導研究指定校に指定（次年度も指定）
- 1990年（平成2年）5月29日 - 広島県教育委員会より、体力・運動能力向上推進事業指定校に指定
- 1997年（平成9年）12月13日 - 陸上部が全国中学校駅伝大会（女子）に出場

## 校区
- 広島市立矢野西小学校の校区[2]
  - 矢野町、矢野西一丁目 - 矢野西四丁目、矢野西五丁目（1 - 5番、6番1号 - 5号、6番22号 - 30号、7 - 9番、10番1号 - 4号、10番18号 - 22号）、矢野新町一丁目、矢野新町二丁目
- 広島市立矢野南小学校の校区  
  - 矢野南一丁目 - 矢野南五丁目
- 広島市立矢野小学校の校区  
  - 矢野町（矢野西学区及び通称寺屋敷地区を除く）、矢野東一丁目、矢野東二丁目（1 - 3番を除く）、矢野東三丁目 - 矢野東七丁目、矢野西五丁目（矢野西学区を除く）、矢野西六丁目、矢野西七丁目
- 海田町立海田南小学校の校区  
  - 矢野東二丁目（1 - 3番）

## 部活動

### 体育系
- 野球部
- 陸上部
- 剣道部
- 水泳部
- サッカー部
- バドミントン部
- バスケットボール部（男子・女子）
- バレーボール部（男子・女子）
- 卓球部（男子・女子）
- ソフトテニス部（男子・女子）

### 文化系
- 吹奏楽部
- ギターマンドリン部
- 美術部
- 社会部
- 茶道部
- 技術部
- 家庭科部(2018年度を最後に廃部)

## アクセス
- JR西日本呉線 矢野駅下車
- JR西日本山陽本線 海田市駅下車

## 著名な出身者
- 森崎和幸 - 元プロサッカー選手 サンフレッチェ広島
- 森崎浩司 - 元プロサッカー選手 サンフレッチェ広島
- 小早川毅彦 - 元プロ野球選手 広島東洋カープ、東京ヤクルトスワローズ